# التاريخ الزمني للجيش البريطاني
التاريخ الزمني الحروب الرئيسية والمعارك والاشتباكات والقضايا ذات الصلة للجيش الإسكتلندي والإنجليزي والبريطاني، من 1537 حتى الوقت الحاضر.       انظر أيضًا الجدول الزمني للتاريخ الدبلوماسي البريطاني . 

## 1500-1599
- 1537 تلقى مراقبو الأخوة أو نقابة القديس جورج ميثاقًا ملكيًا من هنري الثامن في 25 أغسطس، عندما تم استلام خطابات براءات الاختراع التي تأذن لهم بإنشاء شركة دائمة للدفاع عن العالم ليعرف باسم الأخوة أو نقابة المدفعية من Longbows ، الأقواس و Handgonnes . عرفت هذه الجثة من قبل مجموعة متنوعة من الأسماء منذ ذلك الحين، ولكن اليوم تسمى شركة مدفعية الشرفاء، وهي أقدم فوج في الخدمة المستمرة في الجيش البريطاني.
- 1539 تم حشد فوج المهندس الملكي الملكي أولاً قبل أن يصبح قوة مليشيا لمقاطعة مونماوث. عندما تم تشكيل الشرطة الجديدة في القرن التاسع عشر، تحول الفوج إلى احتياطي المهندسين الملكي، ليصبح ميليشيا المهندسين الملكي مونماسترشاير فوجًا كبيرًا في الجيش الاحتياطي.
- 1572 تم تشكيل جماعة الباف من الميليشيات الحضرية في لندن لدعم البروتستانت في هولندا، حيث ظلوا حتى اندلاع الحرب الأنجلو هولندية في عام 1665 ، حيث تم حلهم لرفضهم قسم الولاء للولايات الهولندية العامة. فروا إلى إنجلترا وأصلحوا «فوج هولندا» في الجيش البريطاني. الوحدة الآن جزء من فوج الأميرة ويلز.

## 1600–1699
- 1633 - تم وضع الفوج الملكي للقدم (لاحقًا الاسكتلنديون الملكيون ) في المؤسسة الاسكتلندية، ليصبح فيما بعد أقدم فوج مشاة في الجيش البريطاني.
- 1642 - تم رفع ماركيز فوج أرغيل الملكي من قبل أرشيبالد كامبل، أول مركيز من أرغيل للخدمة في أيرلندا، أعيدت تسميته في 1650 Lyfe Guard of Foot وتم إصلاحه باسم الفوج الإسكتلندي لحراس القدمين في عام 1661 (لاحقًا الحرس الإسكتلندي ).
- 1650 - تم تشكيل فوج جورج مونك (فيما بعد حراس كولدستريم ) ، ليصبح أكبر فوج مشاة في الخدمة المستمرة في الجيش البريطاني ولكن ليس تحت الملك.
- 1656 - تم تشكيل فوج اللورد وينتورث (فيما بعد حراس غرينادير ) ، وأصبح فيما بعد أكبر فوج مشاة في الجيش البريطاني بسبب الولاء الذي خدم لفترة طويلة للملك خلال الحرب الأهلية الإنجليزية.
- 26 يناير 1661 - أصدر الملك تشارلز الثاني مذكرة، ليصبح البداية المعترف بها للجيش البريطاني . يتعلق ذلك بتجميع أفواج إنجليزية والفوج الاسكتلندية التي جاءت جنوبًا مع تشارلز الثاني. ومع ذلك، لم يكن الجيش البريطاني موجودًا رسميًا لمدة 46 عامًا أخرى، حيث ظلت اسكتلندا وإنجلترا دولتين مستقلتين، لكل منهما جيشها الخاص.
- 1 أكتوبر 1661 - تم تشكيل فوج طنجة، فيما بعد فوج الأميرة ويلز الملكي، وهو أكبر فوج مشاة خط إنجليزي في الجيش البريطاني.
- 1684 - انسحب الإنجليز من مستعمرة طنجة .
- 1688 - بدأت حرب التحالف الكبير .

## 1700–1799
- 1702 - بدأت حرب الخلافة الإسبانية .
- 1707 - تشكلت مملكة بريطانيا العظمى . اندمجت الجيوش الاسكتلندية والإنجليزية لإنشاء الجيش البريطاني .
- 1722 - تم تشكيل الفوج الملكي للمدفعية .
- 1742 - بدأت حرب الخلافة النمساوية . [7]
- 1743 - معركة ديتينجن، يصبح الملك جورج الثاني آخر ملك بريطاني يقود قواته إلى المعركة.
- 1746 - معركة كولودن ، الجيش البريطاني، المصنوع من الجنود الاسكتلنديين والإنجليز بقيادة دوق كمبرلاند، يخوض المعركة الكبرى الأخيرة على أرض البر الرئيسي البريطاني ضد الفرنسيين المتمردين الاسكتلنديين اليعقوبيين.
- 1751 - تم إدخال نظام رقمي في الجيش، مثل الفوج الأول من القدم والفوج الثاني من القدم، إلخ.
- 1755 - بدأت حرب سبع سنوات .
- 1759 - معركة دندن، دوق برونزويك يقود الجيش الأنجلو-ألماني ضد الفرنسيين.
- 1759 - القوات البريطانية، بقيادة الجنرال جيمس وولف، تأخذ كيبيك الفرنسية. [8]
- 1775 - بدء حرب الاستقلال الأمريكية . [9]
  - 17 يونيو - معركة بنكر هيل [10]
- 1776 - النصر البريطاني في معركة لونغ آيلاند . [11]
- 1777 - الانتصار البريطاني في معركة برانديواين . [12]
- 1777 - الهزيمة البريطانية في معركة ساراتوجا . [13]
- 1781 - الهزيمة البريطانية في حصار يوركتاون . [14]
- 1793 - إعلان الحرب على فرنسا الثورية
- 1795 - الاستيلاء على سيلان .
- 1796 - هزمت قوات العبيد في هايتي بقيادة توسان لوفيرتور القوات البريطانية
- 1798 - تمرد واسع النطاق في أيرلندا .
- 1799 - الاستيلاء على Seringapatam .